# Barbara Bartkowicz
Barbara Irena Bartkowicz – polski architekt, specjalista w zakresie urbanistyki i planowania przestrzennego. Urodziła się w Nowym Sączu. Z Wydziałem Architektury Politechniki Krakowskiej jest związana ponad 40 lat, studiowała tu w latach 1954-1960, a po obronie pracy magisterskiej podjęła pracę w Katedrze Urbanistyki, pracowała także okresowo w biurach projektów.

## Osiągnięcia naukowe
Stopień doktora nauk technicznych otrzymała w 1972 r., stopień doktora habilitowanego w specjalności urbanistyka i planowanie przestrzenne – w 1986 r. W 1988 r. została mianowana na stanowisko docenta w Instytucie Urbanistyki i Planowania Przestrzennego, a w 1991 r. – na stanowisko profesora nadzwyczajnego Politechniki Krakowskiej. W latach 1988–1992 pełniła funkcję zastępcy dyrektora ds. naukowych w Instytucie Urbanistyki i Planowania Przestrzennego. Od 1993 r. kieruje Zakładem, a obecnie Katedrą Projektowania Miast i Obszarów Śródmiejskich w Instytucie Projektowania Miast i Regionów Wydziału Architektury PK. Tytuł naukowy profesora otrzymała w lipcu 1999, a 1 lutego 2002 r. została mianowana na stanowisko profesora zwyczajnego.

## Działalność naukowa
Działalność naukowa i projektowa profesor Barbary Bartkowicz koncentruje się wokół problemów rozwoju przestrzennego miast i harmonijnego kształtowania przestrzeni na potrzeby człowieka, szczególnie obszaru południowej Polski, przede wszystkim zaś Krakowa. Profesor Barbara Bartkowicz jest autorem i współautorem ponad 60 projektów i opracowań planistycznych, w tym kilkunastu nagrodzonych i wyróżnionych w konkursach organizowanych przez SARP i TUP. Jest członkiem wielu gremiów doradczych i opiniujących w tym TUP, Miejskiej Komisji Urbanistyki i Architektury w Krakowie oraz Wojewódzkiej Komisji Urbanistyki i Architektury w Krakowie.

## Nagrody i odznaczenia
Za swoje osiągnięcia naukowe, dydaktyczne i twórcze otrzymała szereg nagród i odznaczeń: Nagrodę Indywidualną Wydziału IV PAN, Nagrodę Indywidualną Miasta Krakowa, Nagrodę Indywidualną III Stopnia Ministra NSzWiT oraz kilkanaście nagród JM Rektora PK. Posiada także: Honorową i Złota Odznakę Politechniki Krakowskiej,  Złotą Odznakę Miasta Krakowa oraz Złotą Odznakę Ziemi Krakowskiej, Srebrną i Złotą Odznakę TUP oraz Medal 55-lecia Wydziału Architektury PK. Została także odznaczona: Medalem Komisji Edukacji Narodowej, Złotym Krzyżem Zasługi oraz Krzyżem Kawalerskim Orderu Odrodzenia Polski.